# Imanol Arias
Imanol Arias est un acteur espagnol né en 1956. Il a joué au cinéma pour Pedro Almodóvar (deux fois), Mario Camus et Vicente Aranda (cinq fois) en Espagne, María Luisa Bemberg, Marcelo Piñeyro et Daniel Burman en Argentine. Son rôle de délinquant en fuite dans El Lute, marche ou crève lui a valu plusieurs prix, dont la Coquille d'argent du meilleur acteur à Saint-Sébastien et le Fotogramas de Plata.
À la télévision, il est notamment connu pour interpréter Antonio Alcántara dans la série Cuéntame.
Il est cité dans l'affaire des Panama Papers en avril 2016.

## Filmographie partielle
- 1982 : Le Labyrinthe des passions de Pedro Almodóvar : Riza Niro
- 1982 : Cecilia de Humberto Solás : Leonardo
- 1982 : La Ruche de Mario Camus : le tuberculeux
- 1982 : Démons dans le jardin de Manuel Gutiérrez Aragón : Juan
- 1984 : Camila de María Luisa Bemberg : Ladislao Gutiérrez
- 1984 : Le Sexe du diable (La muerte de Mikel) d'Imanol Uribe : Mikel
- 1985 : Fuego eterno de José Ángel Rebolledo
- 1985 : Tiempo de silencio de Vicente Aranda : Dr. Pedro Martín
- 1987 : El Lute, marche ou crève de Vicente Aranda : El Lute
- 1988 : Demain, je serai libre (El Lute II: mañana seré libre) de Vicente Aranda : El Lute
- 1992 : Une femme sous la pluie de Gerardo Vera : Ramón
- 1993 : L'Amant bilingue de Vicente Aranda : Juan
- 1993 : Tango Feroz de Marcelo Piñeyro : Ángel
- 1994 : Les hommes, vous êtes bien tous les mêmes de Manuel Gómez Pereira : Juan Luis
- 1995 : La Fleur de mon secret de Pedro Almodóvar : Paco
- 1997 : Le Jeune Homme amoureux : Dávalos
- 1997 : Territoire comanche de Gerardo Herrero : Mikel Uriarte
- 2000 : En attendant le Messie de Daniel Burman : Baltasar
- 2010 : Pájaros de papel d'Emilio Aragón : Jorge del Pino
- 2013 : Libertador d'Alberto Arvelo : Domingo Monteverde
- 2015 : Anacleto : Agente secreto de Javier Ruiz Caldera : Anacleto
- 2015 : Eva ne dort pas de Pablo Agüero : Dr. Ara
- 2019 : Velvet : Un Noël pour se souvenir de Jorge de Torregrosa et Gustavo Ron : Eduard Godó
- 2019 : De sable et de feu de Souheil Ben Barka : le sultan
- 2019 : De chair et d'os de Fernando González Molina : Padre Sarasola
- 2020 : Une offrande à la tempête de Fernando González Molina : Padre Sarasola

Télévision
- 2001-2021 : Cuéntame cómo pasó : Antonio Alcántara
- 2017 : Velvet Colección : Eduard Godó

## Récompenses
- TP de Oro 1983 du meilleur acteur pour son rôle dans Anillos de oro
- Coquille d'argent du meilleur acteur 1987 pour son rôle dans El Lute
- Fotogramas de Plata 1997 du meilleur acteur de télévision
- Fotogramas de Plata 2001 du meilleur acteur de télévision
- TP de Oro 2001 du meilleur acteur pour son rôle dans Cuéntame cómo pasó et Dime que me quieres
- Fotogramas de Plata 2002 du meilleur acteur de télévision
- TP de Oro 2008 du meilleur acteur pour son rôle dans Cuéntame cómo pasó
- Prix Sant Jordi du cinéma 2016 pour l'ensemble de sa carrière